# Alessandro Monteleone

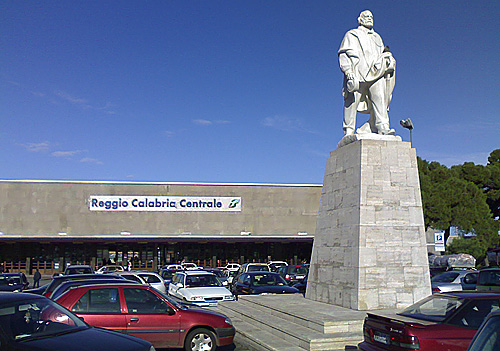
Monumento a Giuseppe Garibaldi, presso l'omonima piazza di Reggio Calabria.

Alessandro Monteleone (Taurianova, 5 febbraio 1897 – Roma, 25 dicembre 1967) è stato un pittore e scultore italiano.

## Biografia
Nato a Radicena (attuale Taurianova) in provincia di Reggio Calabria, Monteleone fu principalmente scultore. Da giovane venne accolto nello studio di Vincenzo Romeo che ne preconizzò il radioso avvenire. Dopo la prima guerra mondiale, cui partecipò, si recò a Roma, dove non tardò ad affermarsi tra i migliori scultori godendo di grande stima.    Negli ultimi anni esercitò anche - e soprattutto - la pittura, che aveva praticato in gioventù, dipingendo oltre trecento opere tra tele e monotipi.
Alla Mostra Calabrese d'Arte Moderna di Reggio Calabria nel 1920 inviò infatti alcuni gessi e opere pittoriche, figurando in catalogo come pittore; nel 1922 fu presente con tre gessi:
- Mastro Peppe;
- Ritratto di Medaglia;
- Bozzetto di Medaglia.

Visse principalmente a Roma, dove si trasferì nel 1920 entrando nello studio del Mistruzzi. Nella capitale divenne titolare della cattedra di scultura all'Accademia di Belle Arti di via Ripetta, dopo aver insegnato in quelle di Palermo e di Napoli. Il suo studio in Via Margutta divenne centro di attrazione per artisti e scrittori tra i quali si possono annoverare Pericle Fazzini, Venanzo Crocetti, Francesco Nagni, Alcide Ticò, Renato Guttuso, Leonida Repaci, Fortunato Seminara. Il suo studio servì anche come punto di riferimento agli artisti della scuola napoletana Manlio Giarrizzo, Vincenzo Ciardo, Giovanni Brancaccio, Giovanni Amoroso.
In particolare si annovera la collaborazione decennale con Francesco Nagni, alla partecipazione per il concorso delle nuove porte di S.Pietro in Vaticano nel 1947, poi ripreso dopo il 1952 alla morte dell'ex vincitore Alfredo Biagini. Le copie per le porte si San Pietro sono conservate, per intero, nei depositi dei Musei Vaticani e dei frammenti al Museo del Colle del Duomo di Viterbo (VT).
È stato membro della "Pontificia Accademia dei Virtuosi al Pantheon", dell'"Accademia nazionale di San Luca", dell'"Accademia Tiberina", delle "Arti del Disegno" di Firenze, della "Clementina" di Bologna e corrispondente di accademie estere.

## Mostre

### Esposizioni nazionali
Sin dai primi anni venti partecipò alle maggiori esposizioni nazionali:
- Mostra Amatori e Cultori di Belle Arti di Roma negli anni 1923, 1926, 1927 e 1929;
- Mostra Sindacato Interprovinciale Fascista di Belle Arti di Roma negli anni 1929, 1930, 1931, 1932, 1933, 1935, 1936 e 1937;
- Mostra Interprovinciale del Sindacato Fascista di Belle Arti di Reggio Calabria nel 1934 con sala personale;
- Mostra di artisti italiani a Budapest nel 1935;
- III Mostra Sindacale d'Arte della Calabria a Catanzaro nel 1936;
- Biennale di Venezia nel 1936 con una scultura, nel 1940 con una mostra personale comprendente diciotto opere, e nel 1942 con una scultura;
- Quadriennale di Roma nel 1931 con l'opera "Ammiraglio", poi negli anni 1935, 1939 e 1943, nel 1951/'52 con due bronzi "Ritratto" e "Frammenti" e due cere "Ritratto di Ragazzo" e "Vescovo Morto";
- Premio Verona 1943 presente con un grande gesso "Crocifissione di San Pietro" e due bronzetti "Madonnina" e "Ragazzo Napoletano";
- IX Biennale Calabrese d'Arte a Reggio Calabria con tre bronzi "Ritratto", "mietitrice" e "I Pastori";
- Numerose mostre d'arte sacra

### Mostre Personali
Monteleone ordinò mostre personali nelle maggiori gallerie d'arte in Italia e all'estero:
- Milano

1931 - Galleria Pesaro
1955 - Galleria Montenapoleone
- Roma

1947 - Galleria Giosi
1954 - Galleria delle Carrozze
1956 - Galleria Anthea
- Parigi

1953 - con opere di pittura e scultura

## Opere

### Roma
Monteleone fu vincitore in collaborazione con Francesco Nagni di una porta in bronzo per San Pietro a Roma, e le sue opere si conservano in numerose chiese e altri edifici della capitale:
- Chiesa di Sant'Eugenio

la Pace, La Giustizia e Sei Angeli 1954;
- Chiesa di Sant'Antonio

Busto del Santo 1957, San Giovanni Bosco, Due Bassorilievi e Gli Angeli 1956;
- Facciata della chiesa dei Santi Pietro e Paolo all'EUR

il Martirio di San Pietro 1939
- Basilica di San Giovanni Bosco

Prima visione di San Giovanni Bosco e morte dello stesso
- Convento Beta (Collegio scozzese)

Crocefisso 1960
- Tomba Fazzolari

La Deposizione
- Collezione Vaticana (Musei Vaticani)

Gesù nel Tempio 1962 - bronzo cm 171 x 176

### Rodi
- San Giorgio a Cavallo 1937 - bassorilievo in bronzo;
- Madonna col Bambino 1937
- Crocefisso 1938
- San Francesco 1938
- Annunciazione 1938
- "Battesimo di Cristo" 1938
- "San Maurizio" 1938
- altra statua bronzea di "San Francesco" alta 4 metri 1939

### Calabria

#### Reggio Calabria

Reggio Calabria - Il Monumento a Corrado Alvaro in piazza Indipendenza.

- Duomo

Cattedra Arcivescovile in marmo
Monumento sepolcrale dell'Arcivescovo Mons. Enrico Montalbetti 1948
Monumento sepolcrale dell'Arcivescovo Mons. Antonio Lanza 1961
- in città:

Monumento a Giuseppe Garibaldi 1950 (piazza Garibaldi)
Monumento a Corrado Alvaro 1965 (piazza Indipendenza)
Pannelli sulla facciata della Cassa di Risparmio 1953 (corso Garibaldi)
Stele a Francesco Sofia Alessio 1967 (lungomare Falcomatà)
- Santuario dell'Eremo:

Pala della Madonna della Consolazione 1964
Altare della Madonna della Consolazione 1964
- Palazzo Foti (palazzo della provincia):

Bassorilievo marmoreo sintetizzante "I Fasti di Reggio e della Calabria" 1954

#### Altri luoghi
- Soriano Calabro

Fastigio in bronzo nella Chiesa di San Domenico 1958
- Palmi

Altare di San Rocco 1963
Scilla: Madonnina del mare (1953)

### Milano
- Chiesa del Corpus Domini

"San Giuseppe e Gesù Adolescente"

### Bari

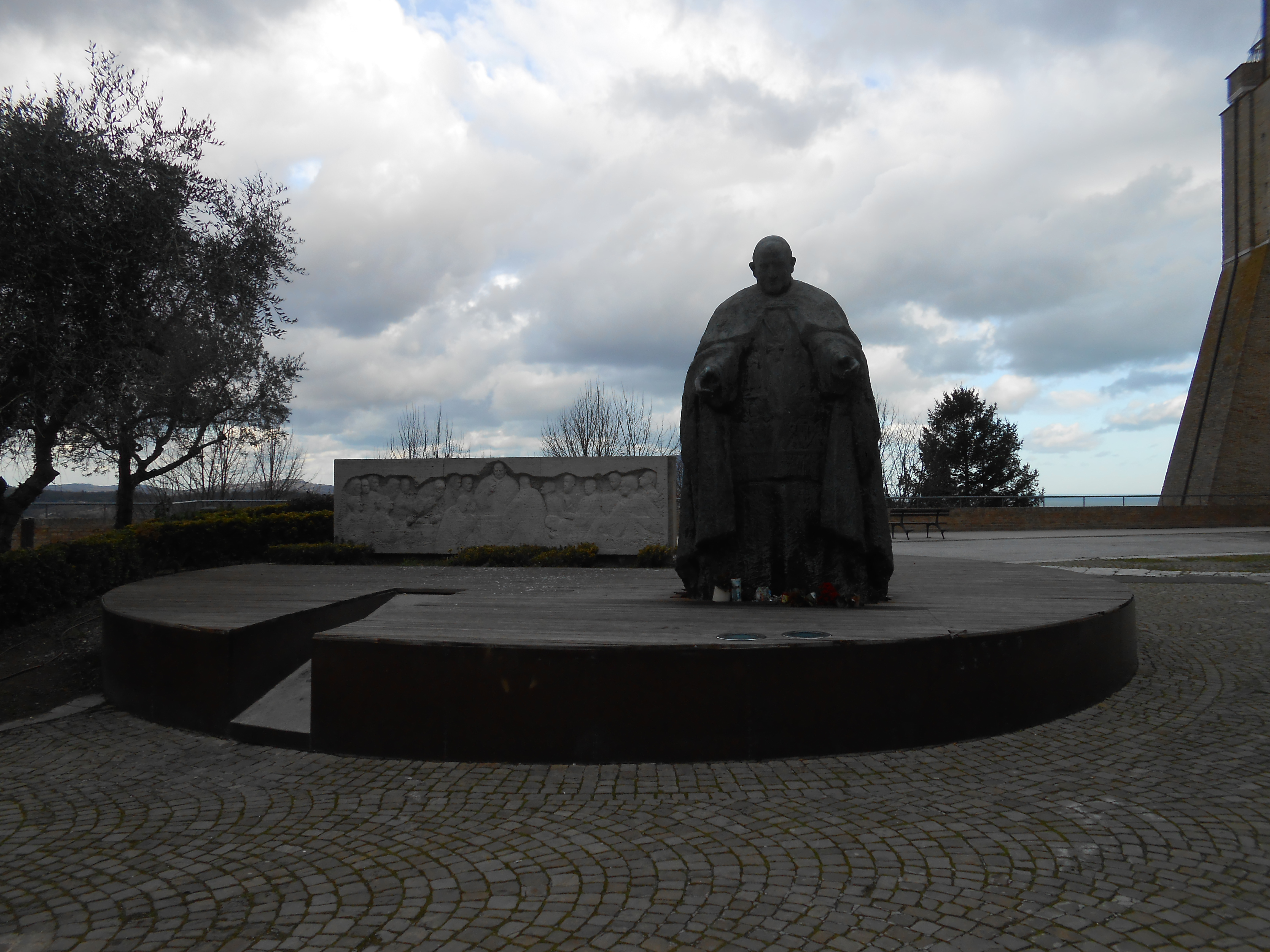
Statua di Papa Giovanni XXIII a Loreto

- Cattedrale di San Sabino

Formelle della Via Crucis

### Loreto
Monumento a Papa Giovanni XXIII

### Amatrice
San Giovanni Battista

### Monterosso al Mare
Monumento a Padre Semeria